# Heraclia pallida
Heraclia pallida là một loài bướm đêm trong họ Noctuidae.